# Isidore Mankofsky
Isidore Mankofsky, (Nueva York, 22 de septiembre de 1931-11 de marzo de 2021) es un director de fotografía estadounidense.

## Filmografía
- 1980: Pide al tiempo que vuelva
- 1980: The Jazz Singer
- 1982: Not Just Another Affair
- 1982: Retrato de una bailarina
- 1985: Ewoks: The Battle for Endor
- 1989: Skin Deep